# リトルトン (ニュージーランド)
リトルトン（Lyttelton）は、ニュージーランドの港湾都市で、ニュージーランド主要貿易港のひとつである。クライストチャーチ市に編入され、現在は独立した地方自治体ではない。

## 概要

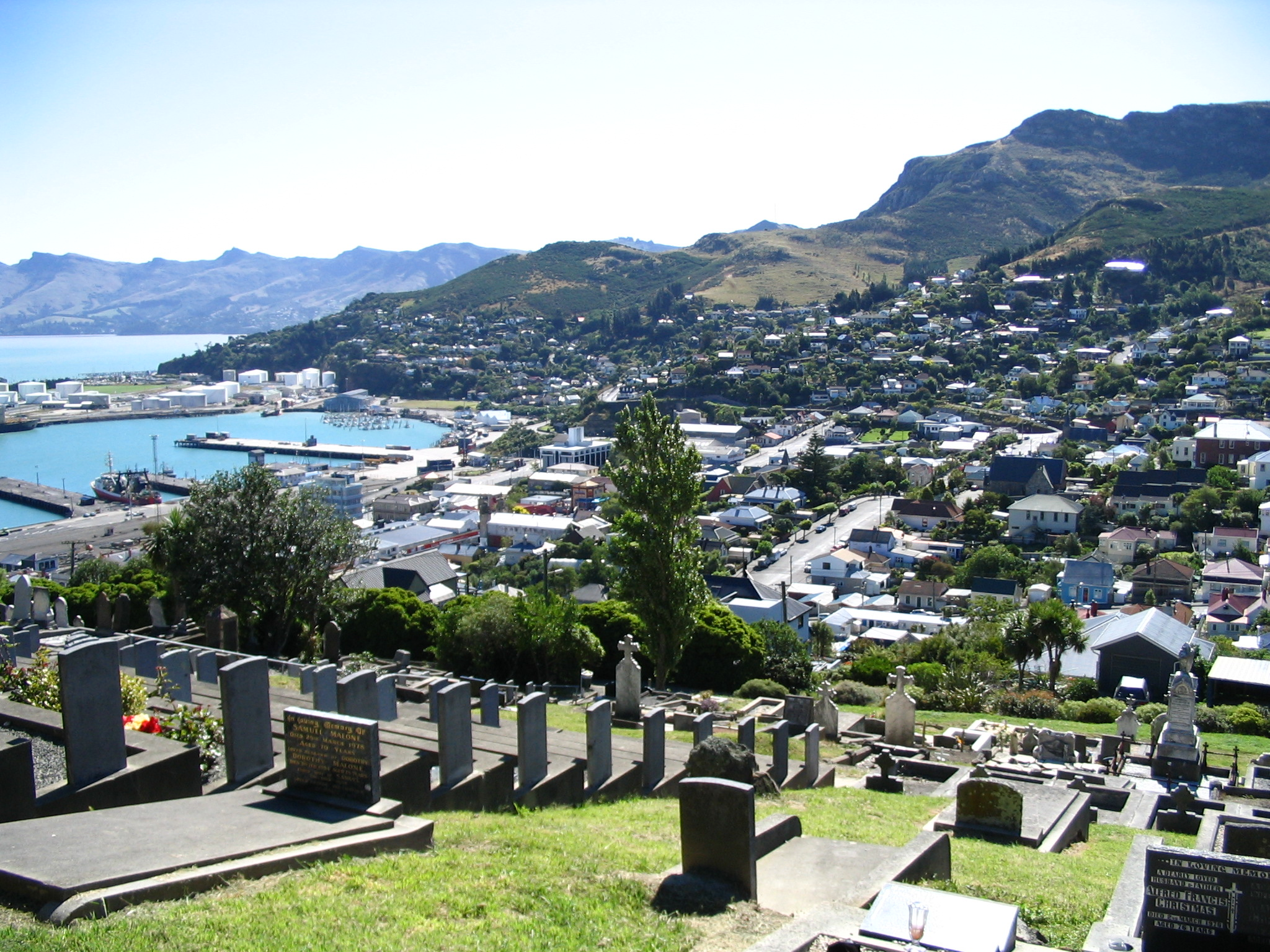
リトルトン

リトルトンはクライストチャーチ市に編入されるまでは独立自治区リトルトン市であった。ニュージーランド南島最大の港、リトルトン港があり、クルーズ客船や貨物船が寄港する。
クライストチャーチとの間の交通は、かつてはポートヒルズを丘越えしていたが、現在はリトルトンロードトンネルが開通した。リトルトンロードトンネルはニュージーランドで最長のトンネルとなっている。リトルトンに石炭を運ぶために鉄道が開設されていたが、現在はアメリカ系企業に売却されており、ニュージーランド資本ではない。（開設路線：リトルトン〜クライストチャーチ経由〜ウェストメルトン）